# Aphanarthrum canariense canariense
Aphanarthrum canariense canariense é uma subespécie de insetos coleópteros polífagos pertencente à família Curculionidae.
A autoridade científica da subespécie é Wollaston, tendo sido descrita no ano de 1860.
Trata-se de uma subespécie presente no território português.